# Basketbol'nyj klub Barsy Atyrau
Il Basketbol'nyj klub Barsy Atyrau è una società cestistica, avente sede ad Atyrau, in Kazakistan. Fondata nel 2005, gioca nel campionato kazako.

## Palmarès
- Campionato kazako: 2

2011, 2016
- Coppa del Kazakistan: 1

2009